# Deense parlementsverkiezingen 1968
Op 23 januari 1968 werden parlementsverkiezingen gehouden in Denemarken. De Sociaaldemocraten bleven de grootste partij in het Folketing met 62 van de 179 zetels. De opkomst was 89,3% in Denemarken, 56.6% in de Faeröer en 56,3% in Groenland.

## Resultaten
| Denemarken                 | Denemarken | Denemarken | Denemarken | Denemarken |
| Partij                     | Stemmen    | %          | Zetels     | +/–        |
| -------------------------- | ---------- | ---------- | ---------- | ---------- |
| Socialdemokraterne         | 974.833    | 34,2       | 62         | –7         |
| Conservatieve Volkspartij  | 581.051    | 20,4       | 37         | +3         |
| Venstre                    | 530.167    | 18,6       | 34         | –1         |
| Radikale Venstre           | 427.304    | 15,0       | 27         | +14        |
| Socialistische Volkspartij | 174.553    | 6,1        | 11         | –9         |
| Venstresocialisterne       | 57.184     | 2,0        | 4          | Nieuw      |
| Liberalt Centrum           | 37.407     | 1,3        | 0          | –4         |
| Communistische Partij      | 29.706     | 1,0        | 0          | 0          |
| Rechtvaardigheidspartij    | 21.124     | 0,7        | 0          | 0          |
| Onafhankelijkheidspartij   | 14.360     | 0,5        | 0          | 0          |
| Slesvigsk Parti            | 6.831      | 0,2        | 0          | Nieuw      |
| Onafhankelijken            | 127        | 0,0        | 0          | 0          |
| Ongeldige/Blanco stemmen   | 10.158     | –          | –          | –          |
| Totaal                     | 2.864.805  | 100        | 175        | 0          |
| Faeröer                    |            |            |            |            |
| Volkspartij                | 4.294      | 34,4       | 1          | 0          |
| Gelijkheidspartij          | 4.051      | 32,5       | 1          | 0          |
| Eenheidspartij             | 3.242      | 26,0       | 0          | 0          |
| Christelijke Volkspartij   | 889        | 7,1        | 0          | Nieuw      |
| Ongeldige/Blanco stemmen   | 40         | –          | –          | –          |
| Totaal                     | 12.516     | 100        | 2          | 0          |
| Groenland                  |            |            |            |            |
| Onafhankelijken            | 11.164     | 100        | 2          | 0          |
| Ongeldige/Blanco stemmen   | 519        | –          | –          | –          |
| Totaal                     | 11.683     | 100        | 2          | 0          |

| Stemming | Stemming | Stemming | Stemming | Stemming |
| -------- | -------- | -------- | -------- | -------- |
|          |          |          |          |          |
| A        | A        |          | 34,15%   | 34,15%   |
| C        | C        |          | 20,35%   | 20,35%   |
| D        | D        |          | 18,57%   | 18,57%   |
| B        | B        |          | 14,97%   | 14,97%   |
| F        | F        |          | 6,11%    | 6,11%    |
| Y        | Y        |          | 2,00%    | 2,00%    |
| L        | L        |          | 1,31%    | 1,31%    |
| K        | K        |          | 1,04%    | 1,04%    |
| E        | E        |          | 0,74%    | 0,74%    |
| U        | U        |          | 0,50%    | 0,50%    |
| Anderen  | Anderen  |          | 0,24%    | 0,24%    |